# 나이웡바우
나이웡바우(광둥어: 奶黃包/奶王包/奶皇包, 월병: naai5 wong4 baau1) 또는 나이황바오(중국어 간체자: 奶黄包, 정체자: 奶黃包, 병음: nǎihuáng bāo, 한자음: 내황포)는 중국 광둥과 홍콩의 바오쯔이다. 소가 커스터드여서 커스터드 찐빵으로도 알려져 있다.

## 같이 보기
- 라우사바우